# Middle-earth: Shadow of War
Middle Earth: Shadow of War é um jogo de RPG de ação em mundo aberto ambientado no universo da saga "O Senhor dos Anéis" do autor J. R. R. Tolkien, desenvolvido pela Monolith Productions e distribuído pela Warner Bros. Interactive Entertainment. É uma sequência do jogo Middle-earth: Shadow of Mordor de 2014 e foi lançado para Microsoft Windows, PlayStation 4 e Xbox One em 10 de outubro de 2017.
Shadow of War foi bem recebido pelos críticos, com elogios com relação ao gameplay e melhorias no sistema de jogo, embora alguns elementos da história e mudanças nos personagens terem provocado reações negativas, assim como a inclusão de microtransações.